# Paplin (województwo mazowieckie)
Paplin – wieś w Polsce w województwie mazowieckim, w powiecie węgrowskim, w gminie Korytnica. Ma status sołectwa. Leży w Obniżeniu Węgrowskim, na prawym brzegu Liwca, przy drodze z Łochowa do Węgrowa.
| SIMC    | Nazwa          | Rodzaj  |
| ------- | -------------- | ------- |
| 0675650 | Kolonia Paplin | kolonia |

W latach 1975–1998 miejscowość położona była w województwie siedleckim.
W miejscowości znajduje się późnobarokowy drewniany dwór wzniesiony w XVIII wieku dla rodziny Glinków, który w 1760 roku przeszedł na własność rodu Garczyńskich. W 1764 roku bywał tu kilkakrotnie przyszły król Stanisław Poniatowski. W 1838 roku dwór kupił Konstanty Cielecki. Obiekt został przebudowany w 1877 roku według projektu Mieczysława Mierzanowskiego i otoczony parkiem.
Po 1945 roku obiekt został upaństwowiony. Mieściła się tutaj zasadnicza szkoła rolnicza. Od 1995 roku dwór jest własnością prywatną i został poddany rekonstrukcji.
Wierni Kościoła rzymskokatolickiego należą do parafii św. Michała Archanioła w Starejwsi.